# 珍珠圖灰蝶
珍珠圖灰蝶（學名：Tuxentius margaritaceus，英文俗名：Mountain Pierrot）是屬於灰蝶科眼灰蝶亞科的一種蝴蝶，是圖灰蝶屬的一種。分佈於非洲中部高原，包括尼日利亞曼比拉高原、奧布杜高原、喀麥隆南部高原和安哥拉中部高原等地。此物種分佈群落疏離，更可能是不同的獨立物種。

## 分佈
安哥拉，喀麥隆，剛果民主共和國（東方省、伊圖里省、南北基伍省、馬涅馬省、桑庫魯省），肯尼亞中西部，尼日利亞，南蘇丹，蘇丹，坦桑尼亞，烏干達。

## 生境
出沒於高原海拔1300米以上的山麓森林林冠，尤其沿河道地區，偶爾也會以稀疏和潮濕的疏林草原。

## 習性
雄蝶有吸水、馬糞行為；幼蟲的寄主為鼠李科咀簽屬和棗屬植物。

## 腳註
1. ↑  Larsen, T.B. 2011. Tuxentius margaritaceus. The IUCN Red List of Threatened Species 2011: e.T160226A5356700. http://dx.doi.org/10.2305/IUCN.UK.2011-2.RLTS.T160226A5356700.en. Downloaded on 10 May 2018. （英文）
2. ↑  Larsen, T.B. 1991. The butterflies of Kenya and their natural history. Oxford University Press, Oxford.
3. ↑  Larsen, 1996. The Butterflies of Kenya and their natural history

## 外部連結
- 维基共享资源上的相關多媒體資源：珍珠圖灰蝶
- 維基物種上的相關：珍珠圖灰蝶
- Tuxentius margaritaceus （页面存档备份，存于） - funet.fi （英文）